# HK Viťaz Moskevská oblast
HK Viťaz Moskevská oblast (rusky Витязь Московская область) je profesionální ruský hokejový klub. Byl založen v roce 1996.

## Vývoj názvů týmu
- Viťaz Podolsk (1996–2004)
- Viťaz Čechov (2004–2013)
- HK Viťaz Moskevská oblast (od roku 2013)

## Přehled účasti v KHL
| Rusko                       |        |                                                         |                      |
| Sezóny                      | Soutěž | Play off                                                | Kapitán              |
| 2008/2009                   | KHL    | Ne                                                      | bez kapitána         |
| 2009/2010                   | KHL    | Ne                                                      | Chris Simon          |
| 2010/2011                   | KHL    | Ne                                                      | bez kapitána         |
| 2011/2012                   | KHL    | Ne                                                      | Daniil Markov        |
| 2012/2013                   | KHL    | Ne                                                      | Alexej Troščinskij   |
| 2013/2014                   | KHL    | Ne                                                      | Maxim Rybin          |
| 2014/2015                   | KHL    | Ne                                                      | Vjačeslav Soloduchin |
| 2015/2016                   | KHL    | Ne                                                      | Roman Horák          |
| 2016/2017                   | KHL    | Osmifinále (prohra 0:4 na zápasy s SKA Petrohrad)       | Alexej Semjonov      |
| 2017/2018                   | KHL    | Ne                                                      | Alexej Semjonov      |
| 2018/2019                   | KHL    | Osmifinále (prohra 0:4 na zápasy s CSKA Moskva)         | Děnis Kokarev        |
| 2019/2020                   | KHL    | Osmifinále (prohra 0:4 na zápasy s SKA Petrohrad)       | Alexandr Sjomin      |
| 2020/2021                   | KHL    | Ne                                                      | Alexandr Sjomin      |
| 2021/2022                   | KHL    | Ne                                                      | bez kapitána         |
| 2022/2023                   | KHL    | Osmifinále (prohra 1:4 na zápasy s Lokomotiv Jaroslavl) |                      |
| 2023/2024                   | KHL    | Ne                                                      | Vladimir Galuzin     |
| 2024/2025                   | KHL    | Ne                                                      | Vladimir Galuzin     |
| Zdroj na Eliteprospects.com |        |                                                         |                      |

## Češi a Slováci v týmu
| Ročník                                                                   | Hráči ČR                                                                | Hráči SR                           | Linky |
| ------------------------------------------------------------------------ | ----------------------------------------------------------------------- | ---------------------------------- | ----- |
| 2001/2002                                                                | nikdo                                                                   | nikdo                              |       |
| 2002/2003                                                                | nikdo                                                                   | nikdo                              |       |
| 2003/2004                                                                | Radek Mušák                                                             | nikdo                              |       |
| 2004/2005                                                                | nikdo                                                                   | nikdo                              |       |
| 2005/2006                                                                | Lukáš Zíb                                                               | nikdo                              |       |
| 2006/2007                                                                | nikdo                                                                   | nikdo                              |       |
| 2007/2008                                                                | Jan Horáček                                                             | Stanislav Hudec, Andrej Podkonický |       |
| 2008/2009                                                                | nikdo                                                                   | nikdo                              |       |
| 2009/2010                                                                | nikdo                                                                   | nikdo                              |       |
| 2010/2011                                                                | nikdo                                                                   | nikdo                              |       |
| 2011/2012                                                                | nikdo                                                                   | nikdo                              |       |
| 2012/2013                                                                | nikdo                                                                   | nikdo                              |       |
| 2013/2014                                                                | Robert Kousal                                                           | Branislav Mezei , Martin Cibák     |       |
| 2014/2015                                                                | Robert Kousal, Roman Horák                                              | nikdo                              |       |
| 2015/2016                                                                | Roman Horák                                                             | nikdo                              |       |
| 2016/2017                                                                | Roman Horák, Jakub Jeřábek                                              | nikdo                              |       |
| 2017/2018                                                                | Roman Horák, Vojtěch Mozík                                              | nikdo                              |       |
| 2018/2019                                                                | Vojtěch Mozík, Michal Řepík příchod během sezony z HC Slovan Bratislava | Marek Hrivík                       |       |
| 2019/2020                                                                | Jakub Jeřábek                                                           | nikdo                              |       |
| 2020/2021                                                                | Jakub Jeřábek                                                           | nikdo                              |       |
| 2021/2022                                                                | nikdo                                                                   | nikdo                              |       |
| 2022/2023                                                                | nikdo                                                                   | nikdo                              |       |
| 2023/2024                                                                | nikdo                                                                   | nikdo                              |       |
| 2024/2025                                                                | nikdo                                                                   | nikdo                              |       |
| 2025/2026                                                                | nikdo                                                                   | nikdo                              |       |
| Češi - Zdroj na Eliteprospects.com Slováci - Zdroj na Eliteprospects.com |                                                                         |                                    |       |